# Leonardo Boff
Leonardo Boff (nar. jako Genézio Darci Boff, * 14. prosince 1938, Concórdia, Santa Catarina, Brazílie) je brazilský teolog a spisovatel. Je jedním z nejznámějších představitelů teologie osvobození a také kritikem církevní hierarchie.
V současnosti je emeritním profesorem etiky, filozofie náboženství a ekologie na univerzitě v Riu de Janeiru.

## Životopis
Do františkánského řádu vstoupil v roce 1959, vysvěcen na kněze byl o pět let později. Následující léta studoval teologii a filozofii na univerzitě v Mnichově, doktorát získal roku 1970.
V roce 1985, kdy byl prefektem Kongregace pro nauku víry Joseph Ratzinger, pozdější papež Benedikt XVI., dostal Boff kvůli svému dílu Church: Charism and Power zákaz se veřejně vyjadřovat. O rok později byl zákaz zmírněn.
V roce 1992 za pontifikátu Jana Pavla II. Vatikán Boffovi zakázal vyučovat poté, co kritizoval vedení katolické církve. Po těchto rozporech se Boff nakonec rozhodl opustit františkánský řád i kněžství.
Po většinu života působil jako profesor na poli teologie, etiky, filozofie, a to jak na brazilských, tak evropských univerzitách, např. v Lisabonu, Barceloně, Oslu aj.

Věří, že papež František je mužem, který zreformuje papežství a změní katolickou církev.

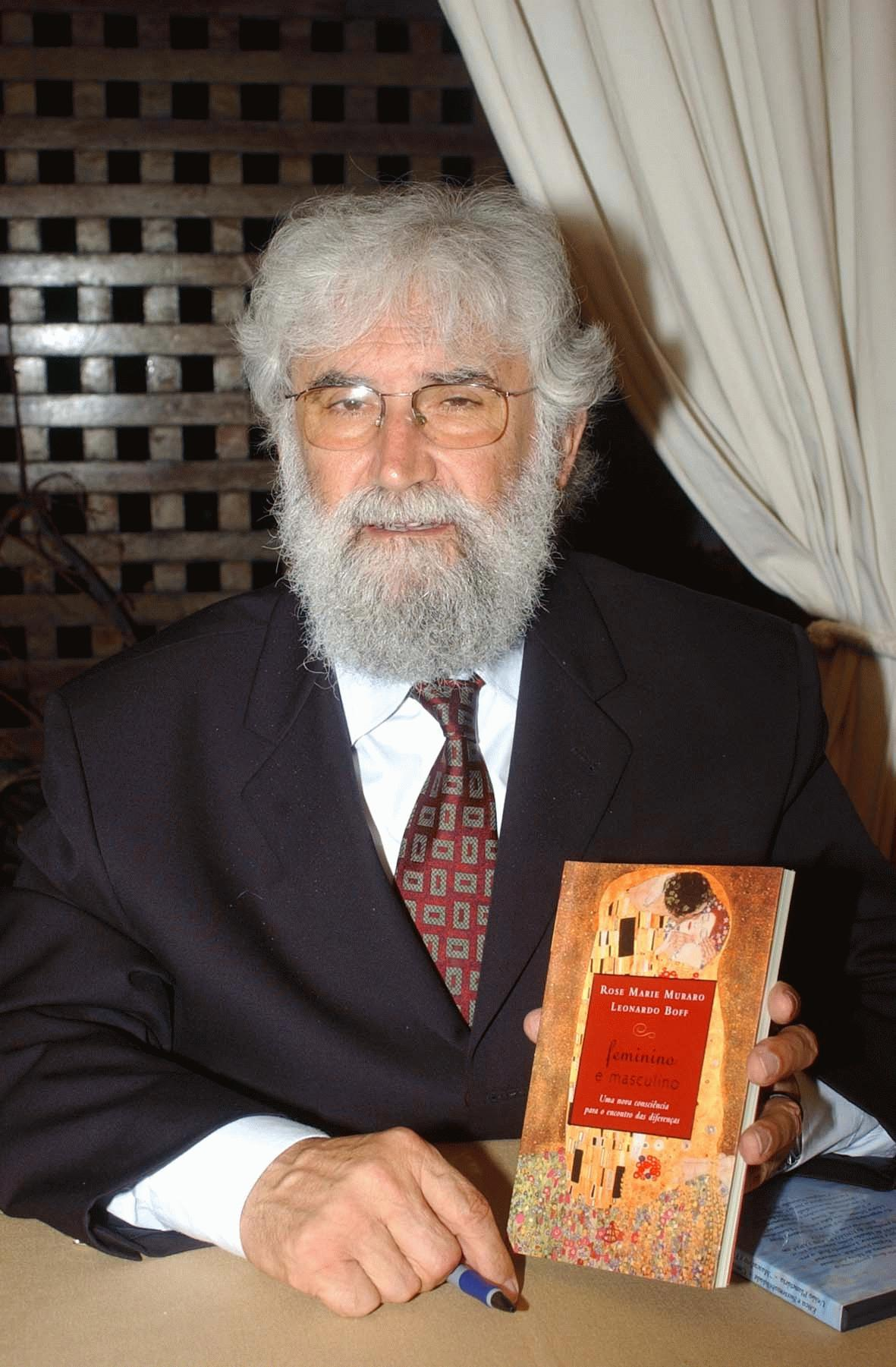
Profesor Leonardo Boff

## Dílo
- Cry of the Earth, Cry of the Poor
- Francis of Assisi: A Model for Human Liberation
- Way of the Cross - Way of Justice
- Jesus Christ Liberator: A Critical Christology for Our Time
- Ecology and Liberation: A New Paradigm
- Ecclesiogenesis: The Base Communities Reinvent the Church